# Estación Gaiman

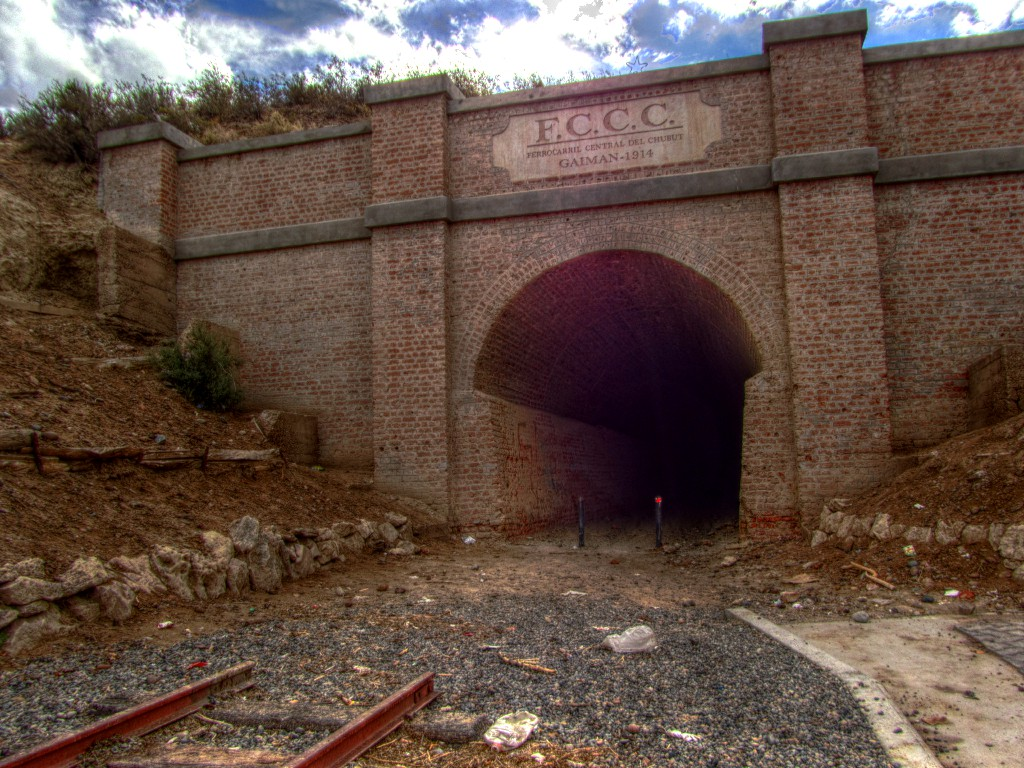
Túnel de Gaiman aún conserva sus vías y el cartel de este ferrocarril.

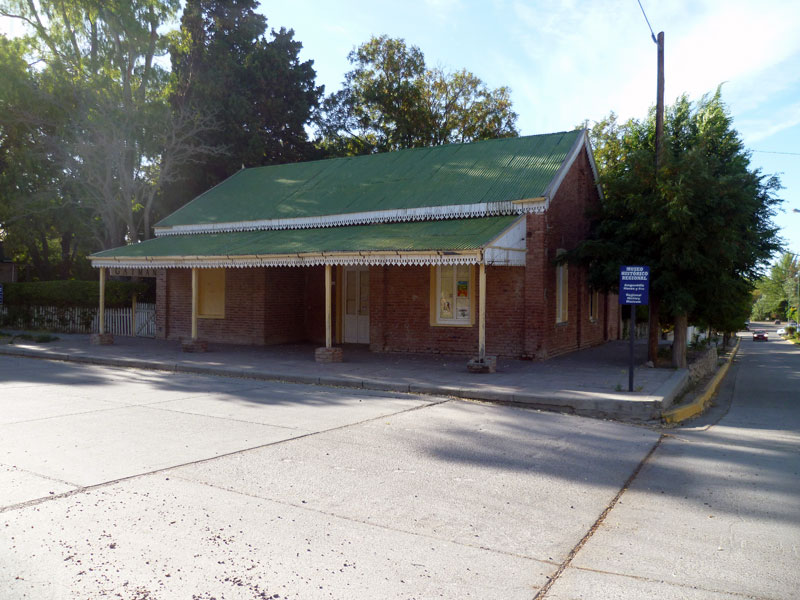
Vista del estado actual del edificio

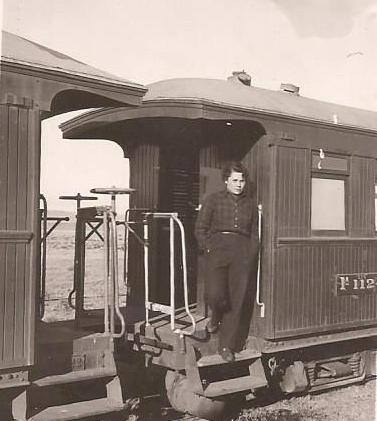
Un joven en una formación mixta arribada a estación Gaiman.

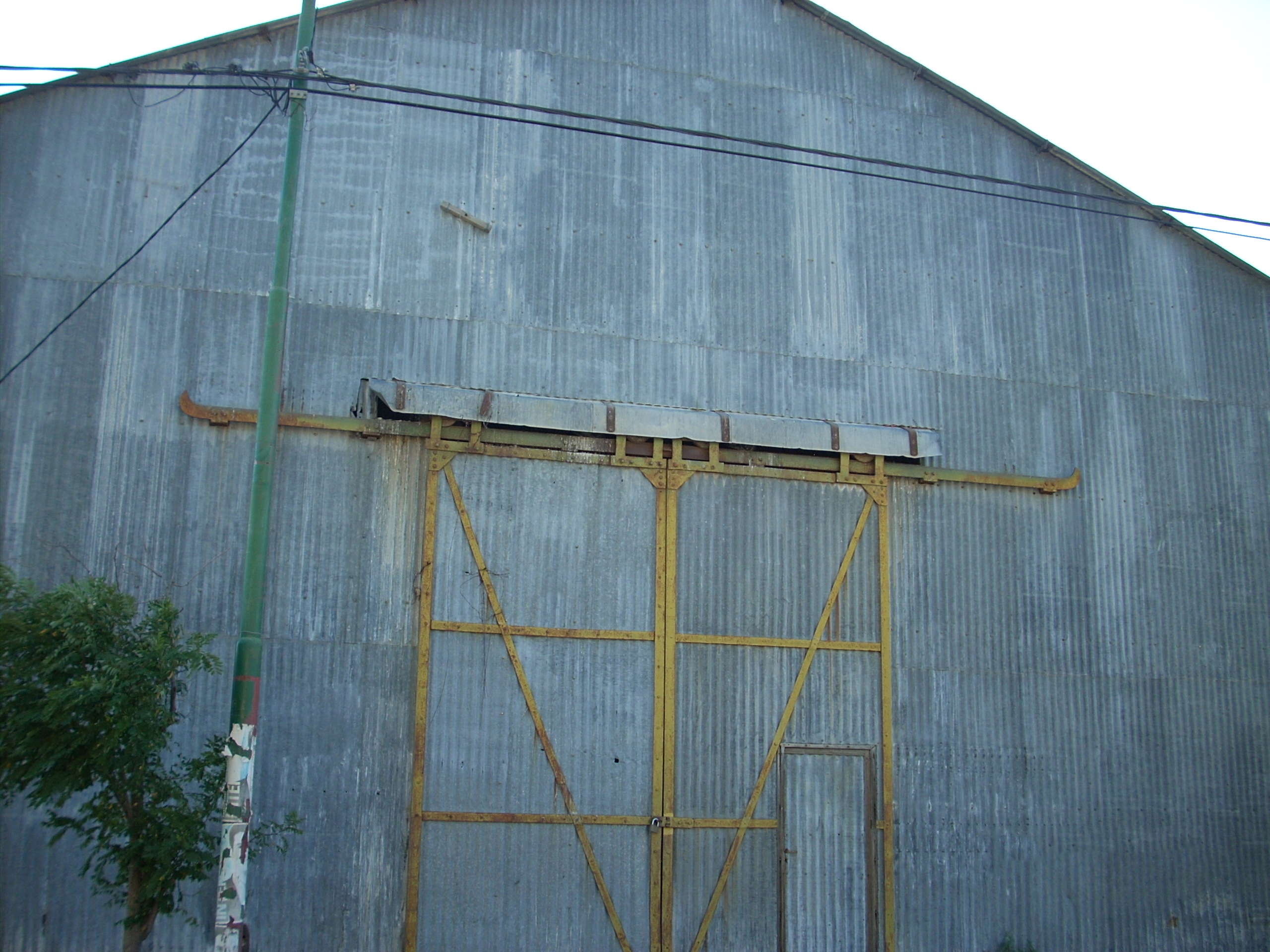
Galpón ferroviario conservado.

Gaiman es una ex estación ferroviaria del Ferrocarril Central del Chubut que unía la costa norte de la Provincia del Chubut con la localidad de Las Plumas en el interior de dicha provincia. La estación se encuentra dentro de la ciudad del mismo nombre.
Esta línea de ferrocarril funcionó desde el 11 de noviembre de 1888 (siendo el primer ferrocarril de la Patagonia Argentina), hasta el año 1961 en que clausurado.

## Toponimia
El nombre de la localidad y la estación significa "punta de piedra" en idioma araucano.

## Historia
Con la inauguración de la línea férrea en 1888, la empresa envió cartas al entonces gobernador Luis Jorge Fontana solicitando las extensiones a Rawson y Gaiman. En dichas cartas también se incluyeron planos con los lotes solicitados para las estaciones.

Trelew Dic 31 1888

Señor Gobernador del Territorio del Chubut

Coronel Don Luis Fontana

Exmo Señor

La Compañía del FerroCarril Central del Chubut ante V.E. con el debido respecto se presenta y expone que este Ferrocarril ha pedido al Honorable Congreso de la Nación una concesión para extender la vía desde este punto por el valle del Chubut pasando por el pueblo de Gaiman y con la esperanza de obtener dicha concesión en el año próximo pide á V.E. se sería ordenar la transferencia ó reservar á este ferrocarril de los lotes siguientes de terreno en Gaiman números 6, 5, 4 y media de 3 que se necesitará para la Estación y los edificios correspondientes mercados en el plano adjunto.

Es gracia Exmo Sñr

H H Loveday

Administrador.

Debido a la construcción de un canal de riego, en 1891, la empresa solicita al gobernador otros lotes, donde finalmente se levantó la estación. En 1900 el Poder Ejecutivo Nacional aprobó la extensión de la línea. Las obras iniciaron en 1902 pero se suspendieron en varias ocasiones producto de inundaciones. Estas fueron retomadas en 1906. Para la extensión se colocaron rieles usados del Ferrocarril Buenos Aires a Rosario. Los durmientes eran de madera en conformidad a la ley de 1907 que demandaba el uso de quebracho.

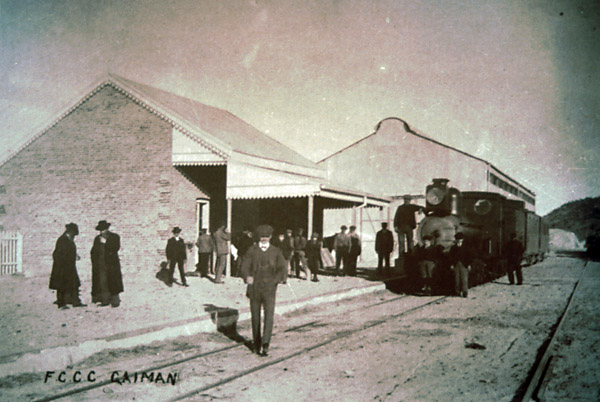
La estación y el galpón durante sus primeros años.

Esta estación fue inaugurada el día 9 de febrero de 1909 como producto de la extensión del Ferrocarril Central del Chubut hasta la localidad de Gaiman. En los comienzos de la estación no tenía los horarios ordenados, y a los pasajeros se los comunicaba una hora antes de la salida, por medio de un silbato.
Estaba dedicada a proveer los servicios de pasajeros, cargas, encomiendas y hacienda. Al respecto de la hacienda un informe de 1958 relata: «recibe y despacha hacienda con previo arreglo únicamente».
Luego de la clausura del ferrocarril, la estación pasó a pertenecer al gobierno provincial, quién lo cedió a la Municipalidad, que se lo otorga a la Asociación Camwy que lo recibe en concepto de préstamo, y comienza a funcionar como museo a fines de 1966. Es así como nació el actual Museo Histórico Regional de Gaiman, el cual contiene elementos relacionados con el poblamiento de Chubut por los galeses. En el mismo edificio funciona también una hemeroteca, una biblioteca que se destaca por poseer una colección especial de libros originales en Gales. También se realiza la venta de productos regionales. En cuanto al galpón de locomotoras está perfectamente conservado e integrado al poblado como su estación.
Se destaca, pasando esta estación, la existencia de un túnel ferroviario curvo de casi 282 metros de longitud hacia la siguiente estación que fue inaugurado en el año 1914 como parte de las obras de la extensión del ferrocarril a la estación Dolavon. El túnel fue construido con ladrillos y demandó una importante obra de ingeniería, el mismo atraviesa una de las bardas que se encuentran en la margen norte de la ciudad de Gaiman. Es de suma importancia, ya que es uno de los pocos lugares que aún preserva vías en lo que fue el tendido de este ferrocarril. También son testigos mudos del paso del tren los numerosos terraplenes que rodean al pueblo.
Debido a que las vías terminaban por la línea de la calle, cerca de la barda, y que la estación no contaba con un triángulo ferroviario, la extensión a Dolavon requirió que la curva al túnel comience al este de la estación.

## Funcionamiento
Un análisis de itinerarios de horarios de este ferrocarril a lo largo del tiempo demuestra la importancia de Gaiman como estación. Gracias a esto, supo ser un punto siempre visitado por el ferrocarril en sus líneas. 
En  1915 un primer informe de horarios mostró la existencia de 3 tipos de líneas de Trelew a Madryn y de Trelew a Dolavon  y de Madryn a Dolavon. La primera  línea que abordaba el viaje de Madryn a Trelew corría martes y sábados desde las 7:00 horas con arribo a las 9:40 horas. Por otro lado, la segunda línea de Trelew a Dolavon funcionaba lunes, miércoles y viernes; partiendo a las 7:30 y con arribo a las 8:30. También, partía de tarde desde las 15:30 con llegada a Dolavon a las 17:00 horas. La distancia de 15 kilómetros con Trelew era cubierta en 20 minutos y para arribar a Dolavon se necesitaban 40 minutos.   
Por último, la línea de Madryn a Dolavon realizaba el viaje completo del ferrocarril los miércoles. Partía desde la estación matriz desde las 7:00 y arribaba a la punta de riel Dolavon a las 17:00 horas.
Un segundo informe del año 1928 mostró al ferrocarril completamente dividido en dos líneas. Desde Madryn partía la línea «Central del Chubut» con destino a Dolavon, previo paso por las intermedias. El viaje salía desde Madryn a las 8 con arribo a este destino a las 11:30, con una leve mejora de tiempo. En tanto, el tren tardaba en unir estación Gaiman con el apeadero Desvío km 95 17 minutos y con Trelew media hora en su viaje más rápido. Este viaje contenía una sub línea que tenía a Gaiman como destino final. Esta partía a las 7:30 y arribaba a destino a las 11:30.
La segunda era llamada «A Colonia 16 de octubre». Aunque el tren no arribaba a dicha colonia, lo hacía en combinación con buses. Esta línea recorría el resto del tendido hasta Alto de Las Plumas, sin embargo el punto de salida era Rawson y no Madryn. El viaje iniciaba a las 9:25 y culminaba a las 18:57. El tren en esta línea aceleraba su paso y arribaba a Gaiman a las 10:57.
Un tercer informe de 1930 expuso unificadas las dos líneas anteriores y puso a Madryn como cabecera. El viaje partía de estación Puerto Madryn a las 7:30 y arribaba a Las Plumas a las 19:35. También, se vio como Rawson perdió el protagonismo frente a Trelew, que se mostró eje de otras líneas. La primera de Trelew a Gaiman iniciaba a las 13 horas y llegaba a destino a las 13:35. En tanto, la línea de Trelew a Dolavon salía a las 18:55 con arribo a las 20:17. Por último, Madryn continuó con el viaje a Gaiman sin alteraciones como en 1928 y sumó una línea a Dolavon que hacía el mismo viaje a Gaiman, pero con punta de riel en Dolavon y con culminación a las 12:05.
El cuarto informe de 1934 mostró el viaje principal de la línea que partía desde Madryn a las 8:30 los miércoles con arribo a Alto de las Plumas 20:15. En todos los viajes el trayecto a Gaiman le infería a los trenes 2:19 minutos. En tanto, la distancia para unirse con Trelew era de 35 minutos y con km 95 se requerían 25 minutos.
El quinto informe de 1936 constató la mejoría en los tiempos de los viajes a vapor y la novedad de los coches motor. El viaje de larga a Las Plumas iniciaba a las 8:45 y culminaba 19:30 y se continuó haciendo a vapor. El paso por Gaiman era a las 11:53 . La línea a Madryn - Dolavon optimizó su tiempo iniciando a las 8:45 y culminando a las 12:50. Este informe arrojó que se cambió a Gaiman como punta de riel en favor de Dolavon. En tanto los ferrobuses cubrieron la línea de Trelew a Dolavon en 1 hora. Gracias a ello Gaiman se cubrió el tramo con Trelew en 25 minutos y la distancia con el apeadero km 95 en menso de 30 minutos.
El sexto informe del 1 de abril de 1938 expuso leves variaciones. El viaje principal partía los miércoles desde Madryn a Las Plumas a las 8:00 horas para arribar a las 19:30 horas. El tren alcanzaba Gaiman a las 11:55.
Por lado, la línea Madryn-Dolavon fue ejecutada de 8 a 12:50 con trenes mixtos. Sin embargo, Trelew terminó reemplazando a Madryn como eje en los demás días. De este modo, el viaje Trelew - Dolavon se ejecutó en trenes mixtos los días martes de 11:25 a 12:50 y jueves de 17:40 a 19:00 en trenes mixtos. En tanto, los días lunes, martes, viernes y sábados el servicio se ejecutaba en ferrobuses de 17:40 a 18:40 con una mejoría de tiempos.
El itinerario de Ferrocarriles del Estado del 15 de diciembre de 1940. El itinerario mostró que Gaiman fue paso de casi todas las líneas del ferrocarril: en primer lugar el viaje principal partía los miércoles desde Madryn a Las Plumas a las 7:45 horas, paso por Gaiman 11:45 y para arribo a las 19:30 horas a Las Plumas; mientras que el regreso se emprendía desde Las Plumas los jueves las 7:00, con paso por Gaiman 13:40 y llegada a Madryn a las 17:30. Por otro lado, la línea Puerto Madryn-Dolavon se realizó los lunes y sábados desde las 7:45, visitado 11:45 la estación y arribo a 12:40 a Dolavon. En tanto, se retornaba desde Dolavon a las 13:00, con visita Gaiman a las 13:40 y llegada a Madryn a las 17:30 en el mismo día. Por último, la importancia de Trelew impuso que la estación sea eje de una línea a Dolavon. La misma partía en coche motor lunes, martes, jueves y viernes desde las 18:50, visitaba Gaiman a las 19:15 y arribaba a Dolavon 19:50. Por otra parte, el servicio se complementaba con trenes mixtos los domingos desde las 21:10, llegada a  Gaiman 21:35 con llegada a Dolavon a a las 10:10 y el sábado se partía desde las 18:50 y arribaba a Dolavon 20:10.
El informe de 1942 no brindó grandes variaciones con el de 1936. Solo que el servicio partía desde Madryn a Las Plumas a las 8:00 horas para arribar a las 19:30 horas. Modificándose la hora de arribo de las formaciones a Gaiman para las 11:55.
El itinerario de 1946 es uno de los más completos que abordó al ferrocarril. En este informe se comunicó la continuidad de existencia de la línea a Colonia 16 de octubre y la del Central del Chubut. El viaje partía siempre en trenes mixtos de cargas y pasajeros. El tren salía de Madryn a las 7:30, luego el viaje culminaba en Altos de Las Plumas a las 19:30. El tiempo de 12 horas de viaje se debió a que el mismo se hacía a vapor. Los servicios de trenes mixtos arribaban a Gaiman a las 11:28, estando separada de Trelew por 28 minutos y de km 95 por 20 minutos. Este viaje solo se hacía los miércoles. En tanto, el servicio al valle del Chubut partía de Madryn 7:30 los días lunes y sábado. Esta línea arribaba más rápido a esta estación, siendo 10:48 el momento de llegada. Además, la línea podía terminar optativamente en Dolavon a 11:40 o en Boca de Zanja a las 12:30. Por último, también se continuó dando (solo con trenes mixtos) la línea a Trelew a Dolavon diaria con salida a las 20:30 y llegada a las  21:43. Los domingo se partía a las 21:35 y arribaba a las 22:43.
El mismo itinerario con fecha el 15 de diciembre de 1946 fue presentado por otra editorial y en el se hizo mención menos detallada de los servicios de pasajeros de este ferrocarril. El itinerario difirió principalmente en lo relacionado con varios puntos como estaciones y apeaderos que fueron colocados con otros nombres. No obstante, la diferencia más notable fue la ausencia del vecino desvío Km 50 y otros más que estaban en iguales condiciones: Km 11, Km 22, Km 122, Km 132 y Km 141.
Por último, desde este informe de horarios no se volvió a referir a Boca de la Zanja como terminal optativa de la línea Central del Chubut. De este modo, Dolavon terminó siendo la única terminal de la línea.
El itinerario de 10 de diciembre de 1948 describió un viaje de cargas por primera vez. Este viaje tenía paradas en todos los puntos hasta la punta de riel y la particularidad que iniciaba en Trelew los martes desde las 9 en forma condicional, pasando por Gaiman a las 9:30 y finalizando en Altos de Las Plumas a las 17:15; mientras que el  regreso se producía los viernes desde las 8:25 con paso por Gaiman a las 15:12 y arribo a Trelew a las 15:55. En cuanto al viaje completo, iniciaba en Madryn a los jueves desde las 7:40, pasando por Gaiman a las 11:09 y finalizando en Altos de las Plumas a las 18:20. El regreso se producía los viernes desde las 9:20, previo paso por Gaiman a las 15:41 y arribo a Madryn a las 19:20. Por otra parte, la línea Madryn - Dolavon se llevó a cabo con trenes mixtos los miércoles y sábados desde las 7:40, visitando Gaiman  a las 11:09 y culminando a las 12 en Dolavon; mientras que el regreso se producía en los mismos días desde las 12:55 con arribo a Madryn a las 18:30. Por otro lado, la línea Trelew - Dolavon se realizó con trenes mixtos de lunes a sábados desde las 19:20, visita a este punto a las 19:47 y arribo a Dolavon a las 20:20 y el domingo de 20:40 a 21:50. En tanto, el viaje de vuelta se desarrollaba todos los días desde las 7:15 con arribo a Trelew a las 8:20.
Para el último informe de horarios de noviembre de 1955 se volvió a ver disociada a la estación Madryn del resto de las líneas. En este informe se comunicó que los servicios de pasajeros corrían desde las 10:30 de Trelew los miércoles en trenes mixtos hacia Las Plumas con arribo a las 17:43. El tren pasaba por Gaiman a las 11:10. Por último, la línea de Trelew a Dolavon salía solo en trenes mixtos todos los días, menos domingos. El viaje partía a las 17:45 y culminaba a las 19:00 horas, previo paso por Gaiman a las 18:20.

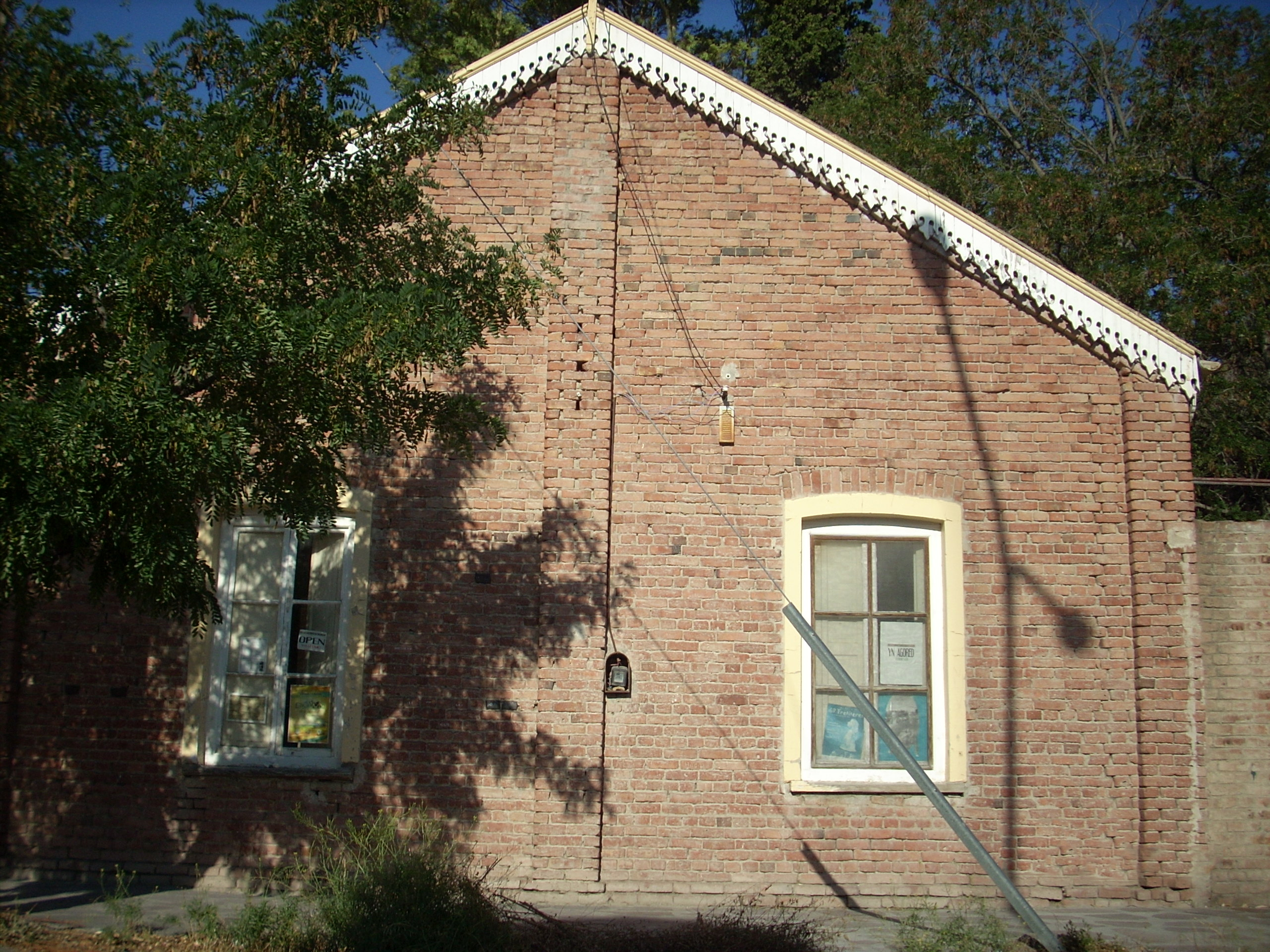
Costado de la estación.

## Instalaciones y características
Esta estación se encontraba en el kilómetro 85 de la vía férrea, y aproximadamente a 23 metros sobre el nivel del mar. Por otro lado, este punto era de los más importante del ferrocarril; dado que el posteo telefónico que acompañaba a los rieles tenía aquí un conmutador que derivaba las comunicaciones hacia el resto de los puntos del ferrocarril.

El edificio de la estación es de ladrillo a la vista, con interiores de pisos de madera (salvo la cocina que era de baldosas rojas) y cielorrasos también de madera. El techo es de dos aguas de chapa de zinc y cubre una galería con piso de lajas. Contaba con una oficina, una sala de espera y tres habitaciones pequeñas para vivienda del jefe de estación. En el año 1938 se construyó una ampliación consistente en dos habitaciones más. La planta del edificio posee en total 12 x 8 metros. Tras el cierre de la línea, la construcción no fue remodelada y su estilo vernáculo se mantuvo.

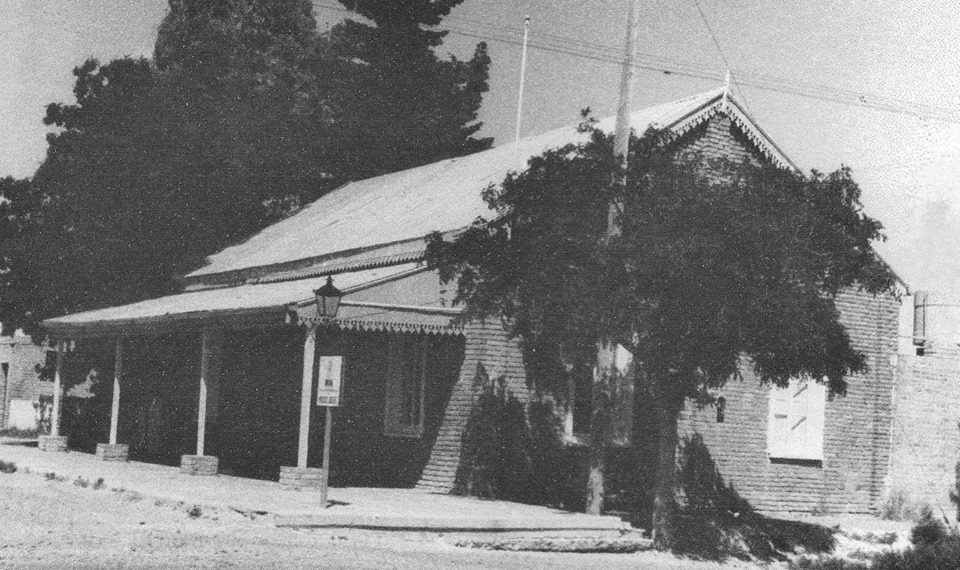
Estación Gaiman después del cierre del ferrocarril.

Existen tres fuentes que proporcionaron cual era la longitud de la vía auxiliar de este desvío: la primera es el itinerario de 1934 que arrojó:
- Estanque de 10 m3.
- Galpón de 500 m2.
- Vías auxiliares de 370 m2 .
- Agua a 12 metros de profundidad.[24]

En cambió, el itinerario de 1940 afirmó que la estación contaba con:
- Agua a 12 metros de profundidad
- Galpón de depósito de 500 m².[6]
- Desvío de 347 metros de longitud.
- Apartadero de 310 metros de longitud.
- Rampa de costado y otra de punta.[7]

Por último, una recopilación de datos del itinerario de 1945 e informes de la época de la clausura detalló que Gaiman era una estación de 1ª categoría capaz de brindar todos los servicios del ferrocarril: pasajeros, encomiendas, cargas y hacienda (P. E. C. H.). En cuanto a la hacienda, se recibía y despachaba con previo arreglo únicamente. Por último, se informó que en los alrededores de la estación existen hasta la actualidad varias construcciones anexas:
- Casa para el cambista.
- Galpón de depósito de 500 m², ambos de chapa de zinc.
- Desvío de 347 metros de longitud o 250 metros de longitud.
- Apartadero de 310 metros de longitud.
- Rampa de costado y otra de punta.[7]

Posiblemente, la diferencia entre ambos documentos se deba a una mejor medición, ampliación o un error en la recopilación de datos. Hoy en día, las vías han sido desmanteladas y retiradas, por donde pasaban las mismas se halla una calle.

## Galería
|                                              |
| Cartel trilingüe en español, galés e inglés. |

|                                  |
| Tren entrando al Túnel de Gaiman |

|                         |
| El otro lado del túnel. |